# Kerrera
Kerrera (skotsk gælisk: Cearara eller Cearrara) er en ø, der ligger ud for Skotlands kyst tæt ved byen Oban i Argyll and Bute. I 2016 havde øen en befolkning på 45, der var delt i to samfund i nord og syd på øen.
Alexander 2. af Skotland døde på Kerrera i 1249.
Øen er kendt for ruinen af Gylen Castle, der er et lille beboelsestårn bygget i 1582. Kunstneren J. M. W. Turner besøgte øen i 1831 og fremstillede 25 tegninger af borgen som nu findes på Tate Gallery i London.